# الكافي (أسماء الله الحسنى)
الكافي

## لغويا
| الكافي (أسماء الله الحسنى) | الكافي عباده جميع ما يحتاجون ويضطرون إليه | الكافي (أسماء الله الحسنى) |

كافي:
اسم علم مذكر عربي، على وزن اسم الفاعل، وحقُّه بحذف الياء "كافٍ"، إلا إذا عرف، فيصير من صفات الله الحسنى، من الفعل كفى الشيء كفى ‌الشيء ‌يكفي كفاية: فهو كاف إذا حصل به الاستغناء عن غيره واكتفيت بالشيء استغنيت به أو قنعت به.
وكافٍ "مفرد": كافُون وكُفاة، كافية، كافيات وكوافٍ: اسم فاعل من كفَى/ كفَى بـ/ كفَى لـــ؛ من ‌يكفيك ‌ويغنيك عن غيرك.
معناه: المستغني عن سواه، القانع بما يأتي. والكافي كذلك: من يكفيك ويُغنيك عن غيره. وأغلب ما يريدونه من التسمية كفاية المرء مما يهبه إياه الله. قال تعالى: ﴿أَلَيْسَ اللَّهُ بِكَافٍ عَبْدَهُ﴾ [الزمر: من الآية 36]. وعبد الكافي: عبد الله المكتفي برحمة ربه.

## أسماء الله الحسنيوصفاته
يوصف الله عز وجل بأنه كافٍ عباده ما يحتاجون إليه، وهي صفةٌ ثابتةٌ بالكتاب والسنة،

### الدليل من الكتاب:
```
قوله تعالى:
﴿
فَسَيَكْفِيكَهُمْ الله وَهُوَ السَّمِيعُ الْعَلِيمُ
﴾
، وقوله:
﴿
إِنَّا كَفَيْنَاكَ الْمُسْتَهْزِئِينَ
﴾
، وقوله:
﴿
أَلَيْسَ اللَّهُ بِكَافٍ عَبْدَهُ
﴾
.
```

### الدليل من السنة:
حديث أنس؛ "أن النبي كان إذا أوى إلى فراشه؛ قال: الحمد لله الذي أطعمنا وسقانا وكفانا وآوانا؛ فكم ممن لا كافي له ولا مؤوي)". وقصة الغلام مع الساحر والراهب في صحيح مسلم من حديث أنس، وفيه أنه كلما ذهبوا به إلى مكان لقتله؛ قال: "اللهم اكفنيهم بما شئت".
والمعنى: قال الشيخ عبد الرحمن السعدي: والمقصود أنه الكافي عباده جميع ما يحتاجون ويضطرون إليه، الكافي كفاية خاصة، من آمن به، وتوكل عليه، واستمد منه حوائج دينه ودنياه.
وقال الراغب الأصفهاني: الكفاية ما فيه سد الخلة وبلوغ المراد في الأمر.
قال الله في القرآن: ﴿أَلَيْسَ اللَّهُ بِكَافٍ عَبْدَهُ وَيُخَوِّفُونَكَ بِالَّذِينَ مِنْ دُونِهِ وَمَنْ يُضْلِلِ اللَّهُ فَمَا لَهُ مِنْ هَادٍ ۝٣٦﴾ [الزمر:36] {أَلَيْسَ اللَّهُ بِكَافٍ عَبْدَهُ وَيُخَوِّفُونَكَ بِالَّذِينَ مِن دُونِهِ وَمَن يُضْلِلِ اللَّهُ فَمَا لَهُ مِنْ هَادٍ } الزمر36 .
والمقصود أنه الكافي عباده جميع ما يحتاجون ويضطرون إليه. الكافي كفاية خاصة، من آمن به، وتوكل عليه، واستمد منه حوائج دينه ودنياه.